# Mellin (Beetzendorf)
Mellin ist ein Ortsteil der Gemeinde Beetzendorf in der Verbandsgemeinde Beetzendorf-Diesdorf im Altmarkkreis Salzwedel in Sachsen-Anhalt.

## Geographie
Mellin, ein Dorf in der Altmark, liegt etwa neun Kilometer südwestlich von Beetzendorf und sechs Kilometer nordöstlich von Brome. Im Osten fließt der Tangelnsche Bach. Im Süden erhebt sich der etwa 85 Meter hohe Schwarze Berg.
Der Wismarer Forst und der Heydauer Forst bestimmen das Landschaftsbild rund um das Dorf.

## Geschichte

### Mittelalter bis 19. Jahrhundert
Mellin ist als Rundplatzdorf mit einer Kirche auf dem Platz angelegt worden. Es wurde im Jahre 1360 erstmals urkundlich als Mellyn erwähnt, als der Knappe Gebhard von Alvensleben dem Stift Diesdorf mit seinen Töchtern Adelheit und Elisabeth das Dorf überlässt. Im Landbuch der Mark Brandenburg von 1375 wurde der Ort als Mollyn aufgeführt und war wüst. Das Dorf kam im Jahre 1438 an die von der Schulenburg.
Die historische Bevölkerung von Mellin ist für die Jahre 1674 bis 1814 in einem Ortsfamilienbuch dokumentiert.

### Herkunft des Ortsnamens
Jürgen Udolph führt den Ortsnamen auf eine slawische Bildung zurück, die mit dem polnischen „miel“ für „seichte Stelle, Untiefe“ in Verbindung gebracht werden kann. Heinrich Sültmann erkennt in den alten Ortsnamen das wendische Wort „mel“ für „Mühle“ übersetzt also zu „Müllerei“, der Tangelnsche Bach hatte am Quelllauf eine Ober- und Untermühle. Auch möglich wäre 
die Abteilung von „molein“ für „Himbeere“ also „Himbeererei“.

### Eingemeindungen
Mellin gehörte ursprünglich zum Salzwedelischen Kreis der Mark Brandenburg in der Altmark. Von 1807 bis 1808 lag es im Kanton Brome, anschließend bis 1813 im Kanton Jübar auf dem Territorium des napoleonischen Königreichs Westphalen. Nach weiteren Änderungen kam es 1816 in den Kreis Salzwedel, den späteren Landkreis Salzwedel im Regierungsbezirk Magdeburg in der Provinz Sachsen in Preußen.
Im Jahre 1842 gehörten der Weiler Neuemühle mit einer Papiermühle und die Försterei Heidau zur Gemeinde.
Am 25. Juli 1952 wurde die Gemeinde Mellin in den Kreis Klötze umgegliedert. Am 1. Juli 1994 kam die Gemeinde zum Altmarkkreis Salzwedel.
Die Gemeinde Mellin gehörte zur Verwaltungsgemeinschaft Beetzendorf-Diesdorf.
Durch einen Gebietsänderungsvertrag beschloss der Gemeinderat der Gemeinde Mellin am 23. Oktober 2008, dass die Gemeinde Mellin in die Gemeinde Beetzendorf eingemeindet wird. Dieser Vertrag wurde vom Landkreis als unterer Kommunalaufsichtsbehörde genehmigt und trat am 1. Januar 2009 in Kraft.
Nach Eingemeindung der bisher selbstständigen Gemeinde Mellin wurde Mellin Ortsteil der Gemeinde Beetzendorf.

### Einwohnerentwicklung
| Jahr | Einwohner |
| ---- | --------- |
| 1734 | 069       |
| 1774 | 084       |
| 1789 | 078       |
| 1798 | 086       |
| 1801 | 088       |
| 1818 | 122       |

| Jahr | Einwohner |
| ---- | --------- |
| 1840 | 254       |
| 1864 | 192       |
| 1871 | 201       |
| 1885 | 196       |
| 1892 | [00]188   |
| 1895 | 228       |

| Jahr | Einwohner |
| ---- | --------- |
| 1900 | [00]268   |
| 1905 | 283       |
| 1910 | [00]282   |
| 1925 | 288       |
| 1939 | 277       |
| 1946 | 414       |

| Jahr | Einwohner |
| ---- | --------- |
| 1964 | 288       |
| 1971 | 238       |
| 1981 | 209       |
| 1993 | 200       |
| 2006 | 202       |
| 2007 | 195       |

| Jahr | Einwohner |
| ---- | --------- |
| 2015 | [00]191   |
| 2018 | [00]178   |
| 2020 | [00]181   |
| 2021 | [00]172   |
| 2022 | [00]169   |
| 2023 | [0]163    |

Quelle, wenn nicht angegeben,  bis 2006:

## Religion

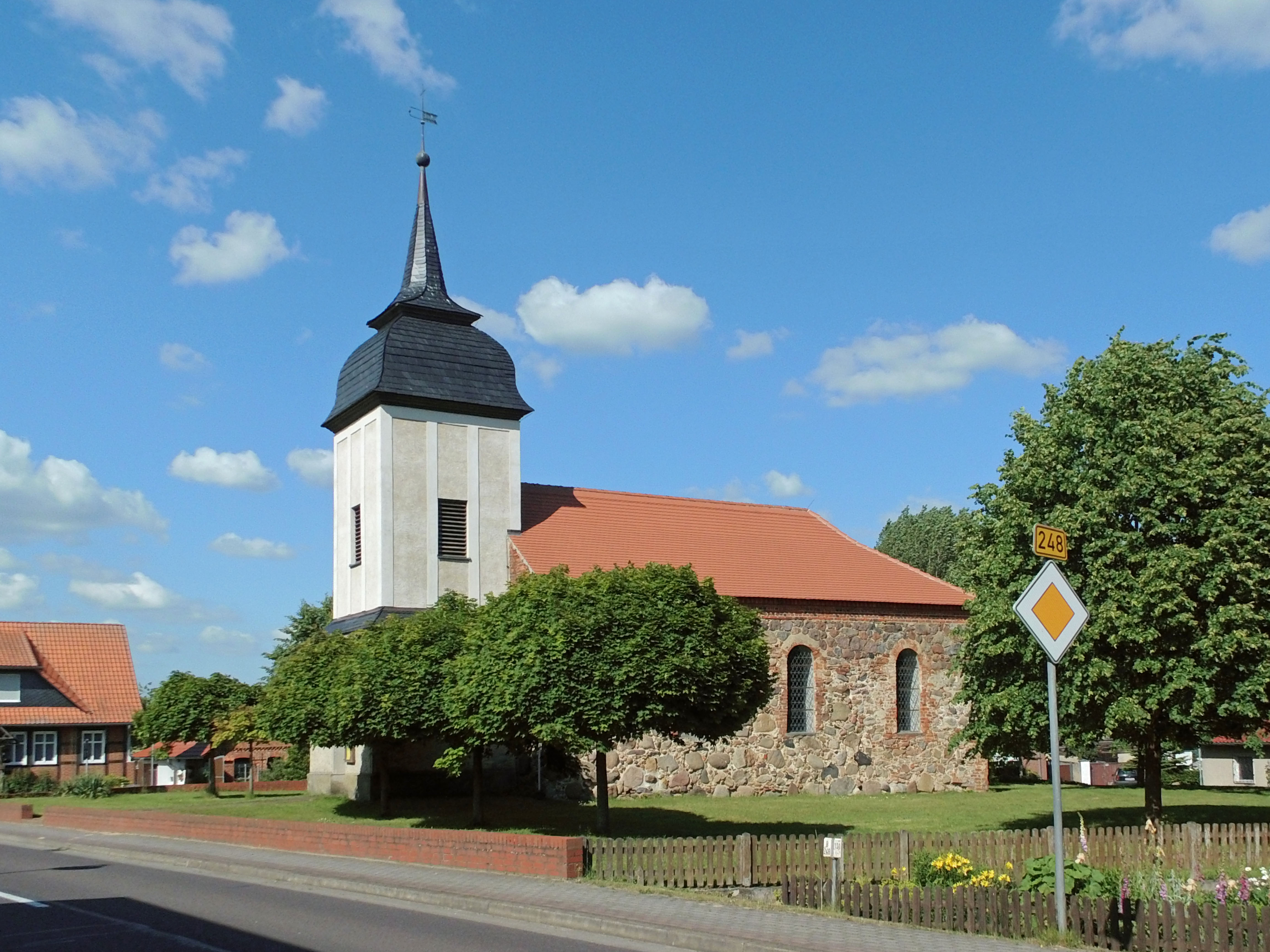
Dorfkirche Mellin

- Die evangelische Kirchengemeinde Mellin, die früher zur Pfarrei Jübar gehörte,[16] wird heute betreut vom Pfarrbereich Beetzendorf des Kirchenkreises Salzwedel im Bischofssprengel Magdeburg der Evangelischen Kirche in Mitteldeutschland.[17]
- Die katholischen Christen gehören zur Pfarrei St. Hildegard in Gardelegen im Dekanat Stendal im Bistum Magdeburg.[18]

## Politik

### Wappen
Das Wappen wurde am 23. Juli 1998 durch das Regierungspräsidium Magdeburg genehmigt.
Blasonierung: „In Blau eine nach unten offene, oben ein goldenes Tatzenkreuz umschließende silberne Flussschlinge (Mäander), begleitet von vier goldenen Buchenblättern.“

## Kultur und Sehenswürdigkeiten
- Die evangelische Dorfkirche Mellin ist ein spätmittelalterlicher Feldsteinbau mit einer kleinen neuromanischen Orgel.[19]

## Wirtschaft und Infrastruktur

### Verkehr
Durch das Dorf führt die B 248 von Brome nach Salzwedel und im Ort zweigt die Kreisstraße 1127 nach Nettgau ab.